# Isopropilbencilamina
La N-isopropilbencilamina, también conocido como cristal falso, es un compuesto que ha aparecido en literatura química comúnmente con una función de intermediario en aplicaciones de síntesis experimental y transformaciones orgánicas nuevas. A pesar de tener usos documentados limitados, ha llamado la atención del DEA debido a ser utilizado por procesadores de metanfetamina como diluyente o para sustituir a la metanfetamina, con muchos registros de su aparición en los años 2007-2008. Cuando de 2018, investigadores del DEA asociados con el Methamphetamine Profiling Program (programa de perfilamiento de metanfetamina), el cual cataloga rutas de síntesis específicas y otras impurezas en muestras recogidas, ha declarado que la isopropilbencilamina aparece sólo "ocasionalmente". Este compuesto es un isómero de cadena  de la metanfetamina que posee la misma fórmula química y la masa molar que el clorhidrato, tiene propiedades físicas similares, como un  punto de fusión similar y aspecto comparable. Consiguientemente,  puede ser utilizado como sustituto o diluyente de la metanfetamina sin esto siendo obvio a usuarios, aunque el difiriendo un poco el punto de fusión y varios atributos de su presentación como ser más suave y de cristales más frágiles  han reportado ser indicios posibles de su presencia.

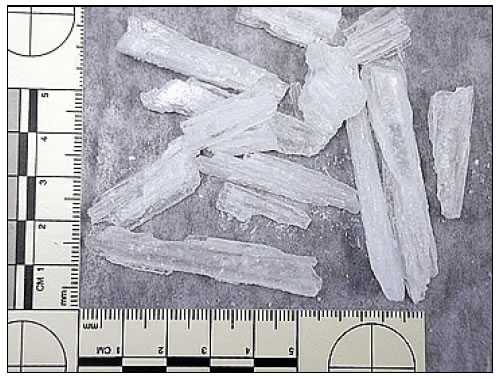
Cristales de isopropilbencilamina incautados por la DEA.

En Australia es sustancia controlada de frontera. Actualmente no se conoce ser una sustancia controlada en cualquier otra jurisdicción. La isopropilbencilamina no aparenta tener algún efecto estimulante por sí sola, pero relatos de experiencias sugieren que cuenta con efectos secundarios que no están típicamente asociados con la metanfetamina pura como dolores de cabeza y problemas de concentración. La toxicidad de la N-isopropilbencilamina no ha sido estudiado. Otros "agentes de corte" encontrados que han sido usados para "cortar" metanfetamina incluyen compuestos relacionados como la metilbencilamina y la etilbencilamina, así como el metilsulfonilmetano.